# XXI Giochi del Commonwealth
I XXI Giochi del Commonwealth si sono svolti a Gold Coast (Australia) dal 4 al 15 aprile 2018.

## Processo di selezione

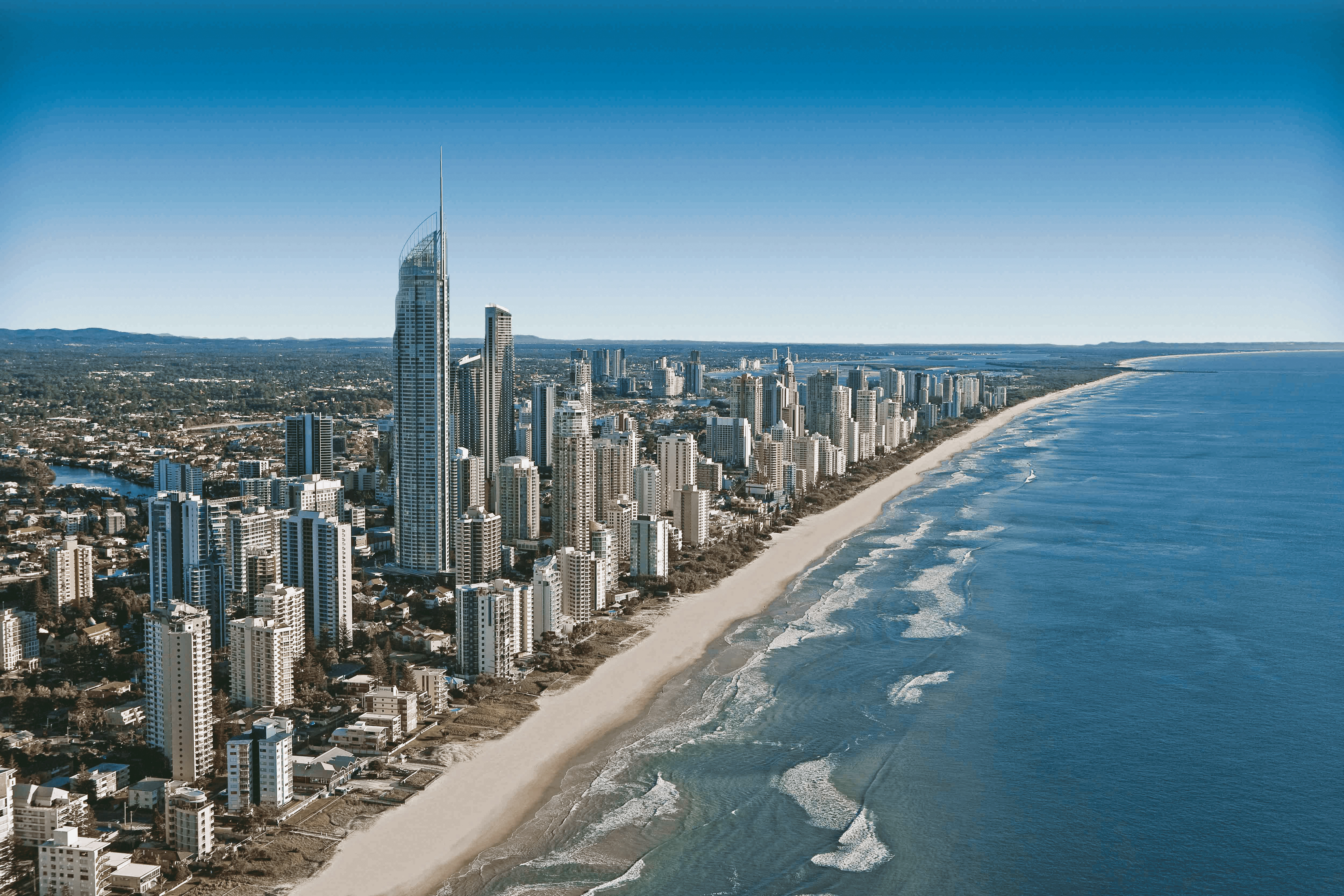
Gold Coast è stata selezionata dall'Australian Commonwealth Games Association come città candidata ufficiale dall'Australia per i Giochi del Commonwealth 2018

Gold Coast fu scelta durante l'assemblea generale della federazione dei Giochi del Commonwealth tenutasi a Basseterre (Saint Kitts e Nevis) l'11 novembre 2010.
Vinse per 43 preferenze a 27 sull'altra candidatura, quella di Hambantota (Sri Lanka).
Una terza città, Halifax (Canada) si era inizialmente proposta ma aveva ritirato la candidatura l'8 marzo 2007.
| Luogo      | Paese     | Voti |
| ---------- | --------- | ---- |
| Gold Coast | Australia | 43   |
| Hambantota | Sri Lanka | 27   |

## Sviluppo e preparazione
L'evento è stato supervisionato dalla Gold Coast 2018 Commonwealth Games Corporation (GOLDOC). Il GOLDOC è stato costituito nel 2012 dal governo del Queensland.

### Posto

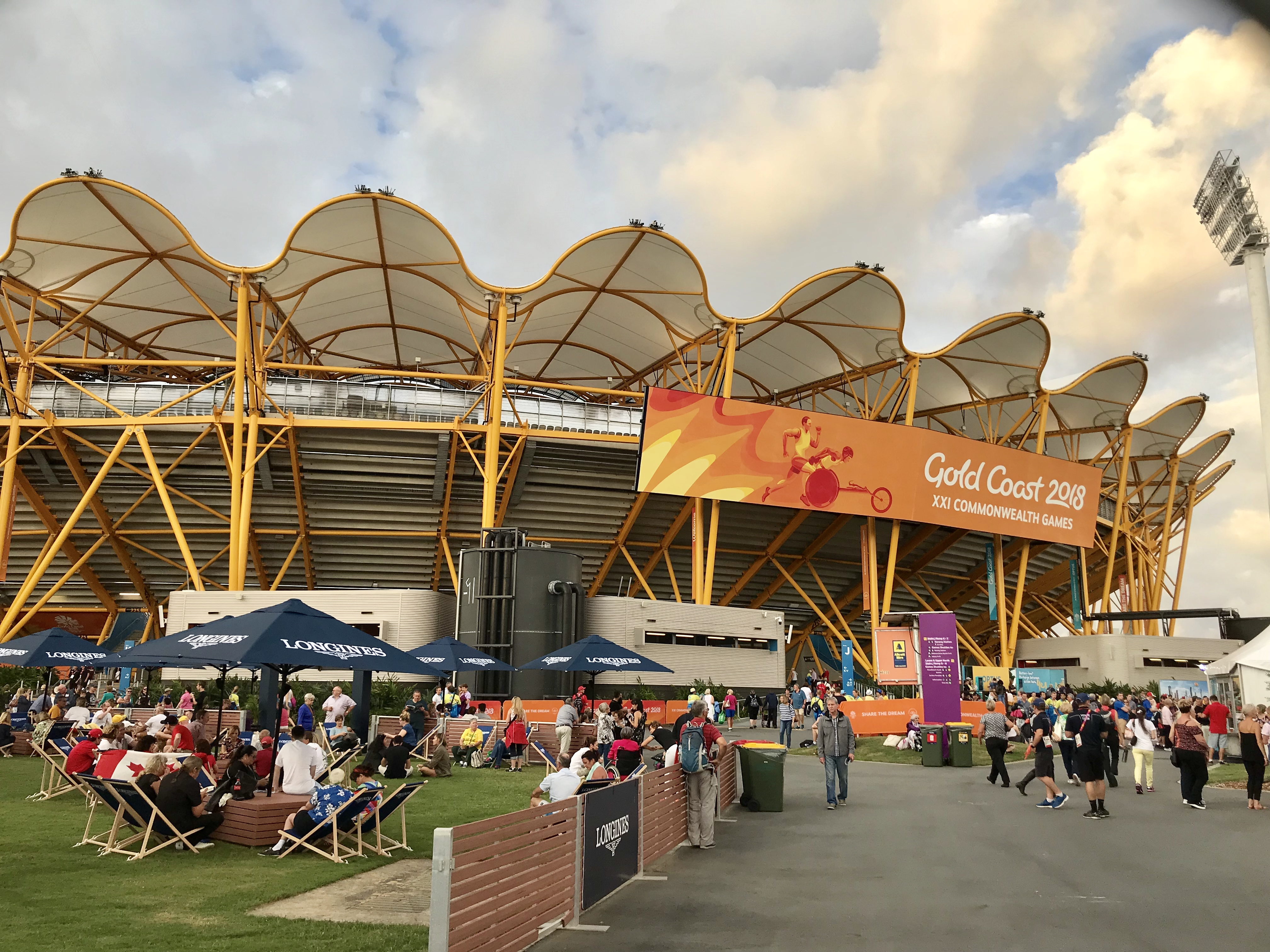
Carrara Stadium ha ospitato la cerimonia e Atletica leggera

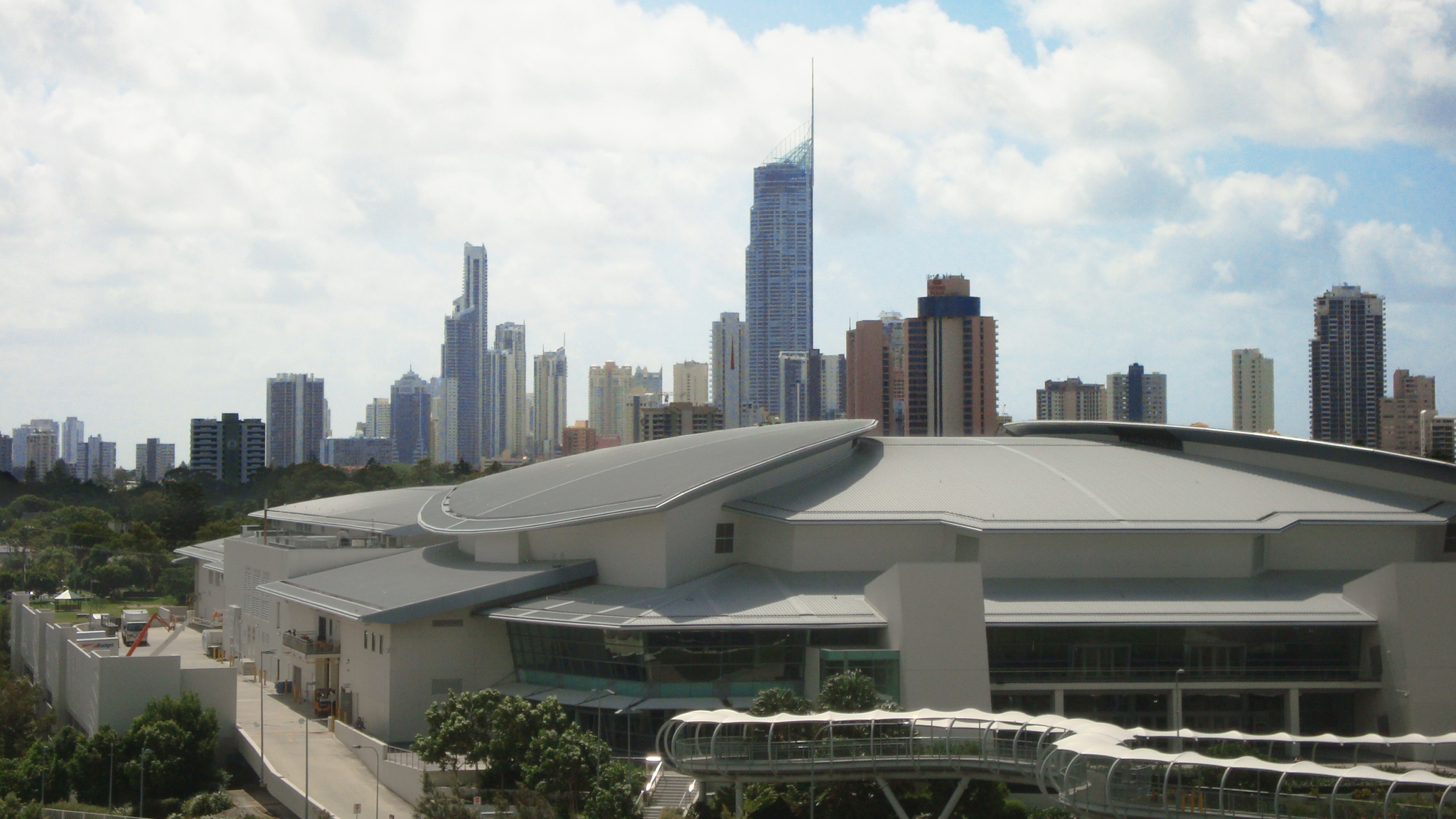
Gold Coast Convention and Exhibition Centre ha ospitato Netball

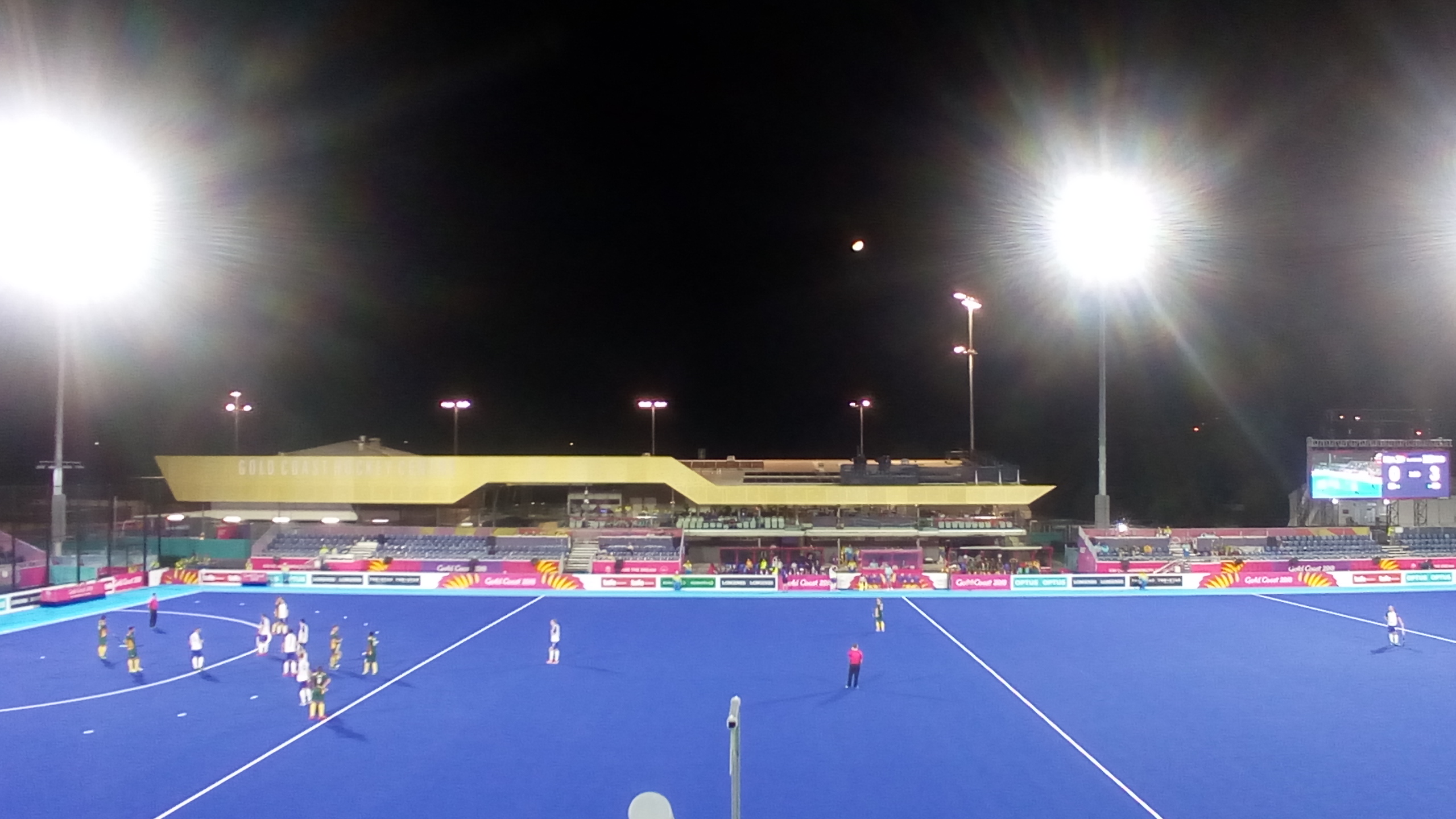
Gold Coast Hockey Centre ha ospitato Hockey su prato

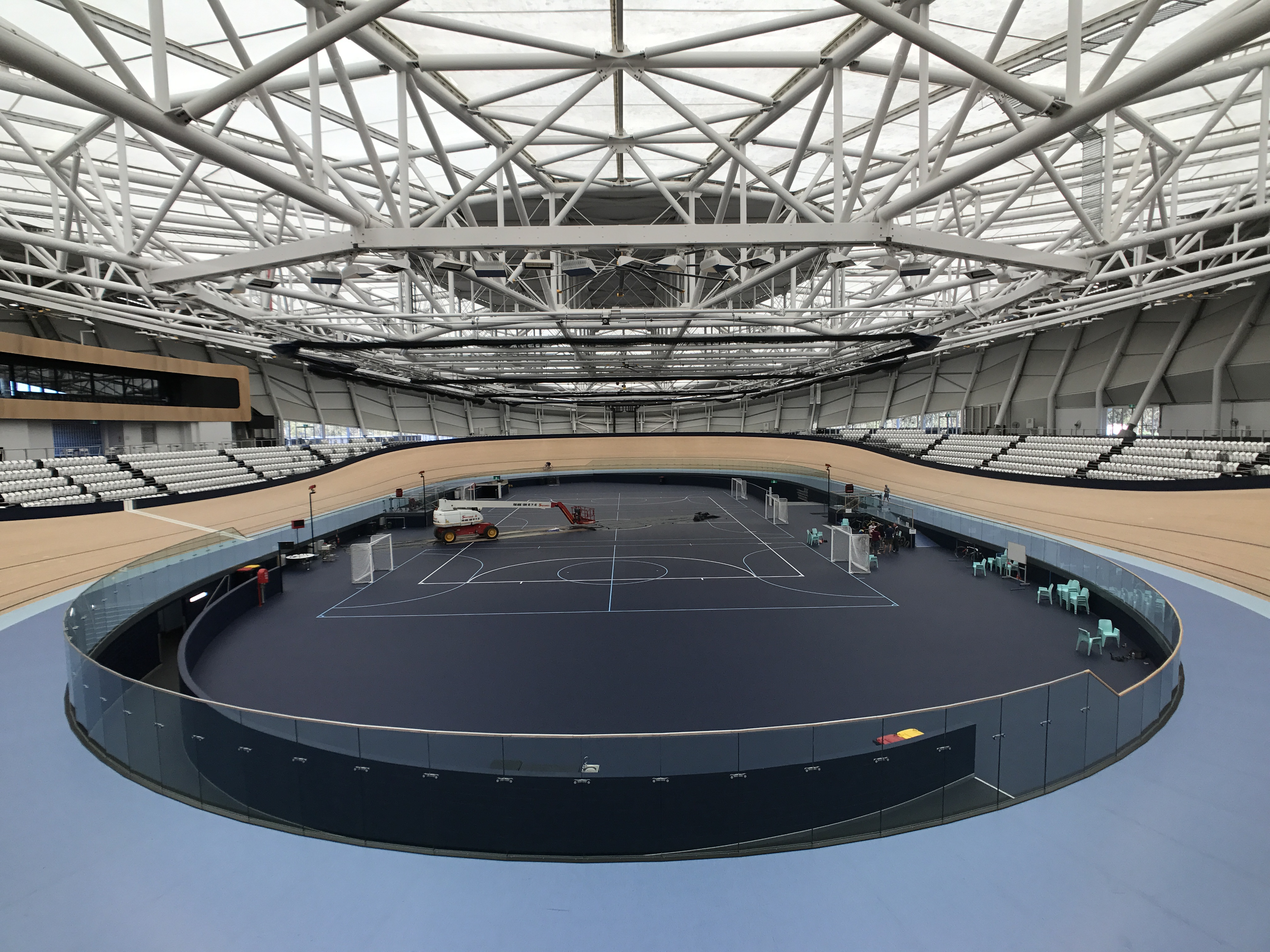
Anna Meares Velodrome ha ospitato Ciclismo

La Gold Coast 2018 è stata ospitata in 18 sedi situate sulla Gold Coast e a Brisbane, Townsville e Cairns. Gli impianti sportivi erano disponibili con largo anticipo rispetto a Gold Coast 2018, garantendo che fossero utilizzati e testati prima dei Giochi.

#### Dentro alla Gold Coast
Lo Stadio Carrara, situato nella periferia di Carrara, è stato il luogo principale dell'Atletica Leggera, della Cerimonia di Apertura e della Cerimonia di Chiusura. La capienza dello stadio è stata temporaneamente aumentata a 40.000 per le partite mediante l'installazione di una grande tribuna nord temporanea. Il nuovo Centro Sportivo e Ricreativo di Carrara ha ospitato gli eventi di Badminton, Para Powerlifting, Sollevamento Pesi e Wrestling.
Il centro congressi ed esposizioni di Gold Coast City, situato nel sobborgo di Broadbeach, ha ospitato basket e netball (preliminari) e fungeva anche da centro multimediale principale e centro di trasmissione internazionale che ospitava oltre 3000 membri della stampa mondiale. Il Broadbeach Bowls Club ha ospitato la competizione di bocce.
I Nerang Mountain Bike Trails sono stati il luogo della competizione di mountain bike.
Il centro sportivo indoor Coomera di nuova costruzione ha ospitato ginnastica e netball (finali). Gli Oxenford Studios hanno ospitato gli sport di boxe, ping pong e squash.
Il Southport Broadwater Parklands ha ospitato eventi di triathlon, maratona e marcia. Il centro acquatico Optus ha ospitato gli eventi di Nuoto e Tuffi.
Lo stadio Robina ha ospitato la competizione Rugby a 7 ed è stato aggiornato per soddisfare gli standard mondiali di rugby.

#### Fuori alla Gold Coast
Brisbane, insieme alla Gold Coast, fa parte della conurbazione del Queensland sud-orientale. Il ciclismo su pista si è svolto presso lo Sleeman Sports Complex nel sobborgo di Chandler, dove è stato costruito un nuovo velodromo ciclistico indoor (Anna Meares Velodrome).
Le discipline di tiro si sono svolte presso il Belmont Shooting Center. Nel Queensland settentrionale tropicale, il Cairns Convention Center e il Townsville Entertainment Centre hanno ospitato i turni preliminari delle competizioni di basket maschile e femminile.

### Villaggio degli atleti
Il Villaggio degli Atleti è stato ufficialmente inaugurato il 25 marzo 2018 e ha fornito alloggio e servizi a 6.600 atleti e funzionari in 1.252 abitazioni permanenti. Si trovava a Southport, Gold Coast. C'erano 1.170 appartamenti con una o due camere da letto e 82 case a schiera con tre camere da letto. Il villaggio aveva tre zone: internazionale, residenziale e operativa.

### Costo e finanziamento
Le richieste di biglietti sono iniziate il 24 aprile 2017 e si sono concluse il 22 maggio 2017. Il primo turno di biglietti è stato assegnato il 22 giugno 2017 tramite un sistema di votazione generato dal computer. Circa il 70% delle persone che hanno richiesto i biglietti avevano ricevuto alcuni o tutti i biglietti richiesti nella prima fase. In Australia, i prezzi dei biglietti variavano da A$10 per molti eventi a A$495 per i posti più costosi alla cerimonia di apertura. Si prevede che i giochi avranno 1,2 milioni di biglietti in vendita. Entro il 3 aprile 2018 sono stati venduti circa 1,06 milioni di biglietti.

## Giochi

### Sedi di gara
La maggior parte delle gare si è svolta nella città di Gold Coast e di città nelle vicinanza, come Carrara.
| Stadio                                         | Sport                                              | Capacità     | Note              |
| ---------------------------------------------- | -------------------------------------------------- | ------------ | ----------------- |
| Carrara Stadium                                | Atletica leggera, cerimonie                        | 40.000       | Ampliato          |
| Robina Stadium                                 | Rugby a 7                                          | 27.500       | Esistente         |
| Gold Coast Aquatic Centre                      | Nuoto, tuffi                                       | 10.000/2.500 | Ampliato          |
| Gold Coast Sports and Leisure Centre           | ginnastica, netball (finali)                       | 7.500        | Nuova costruzione |
| Gold Coast Convention and Exhibition Centre    | Pallacanestro (finali), netball (fasi preliminari) | 5.000        | Esistente         |
| Gold Coast Hockey Centre                       | Hockey su prato                                    | 5.000        | Ampliato          |
| Carrara Sports and Leisure Centre              | Badminton, sollevamento pesi, powerlifting, lotta  | 5.000        | Nuova costruzione |
| Oxenford Studios                               | Pugilato, tennis tavolo                            | 2.500/2.750  | Temporaneo        |
| Runaway Bay Sports Centre                      | Squash                                             | 3.000        | Temporaneo        |
| Broadbeach Bowls Club                          | bowling                                            | 2.500        | Ampliato          |
| Carrara Indoor Stadium                         | Sollevamento pesi                                  | 2.500        | Ampliato          |
| Southport Broadwater Parklands                 | Atletica leggera, triathlon                        | 2.500        | Temporaneo        |
| Elanora/Currumbin Valley                       | ciclismo su strada                                 | N/A          | Temporaneo        |
| Nerang National Park                           | Mountain bike                                      | 2.000        | Ampliato          |
| Queen Elizabeth Park                           | Beach volley                                       | 4.000        | Temporaneo        |
| Sedi fuori da Gold Coast                       |                                                    |              |                   |
| Cairns Convention Centre                       | Pallacanestro (preliminari)                        | 5.000        | Esistente         |
| Townsville Entertainment and Convention Centre | Pallacanestro (preliminari)                        | 5.000        | Esistente         |
| Anna Meares Velodrome                          | Ciclismo su pista                                  | 4.000        | Nuova costruzione |
| Belmont, Queensland                            | Tiro                                               | 3.000        | Ampliato          |

## Partecipanti

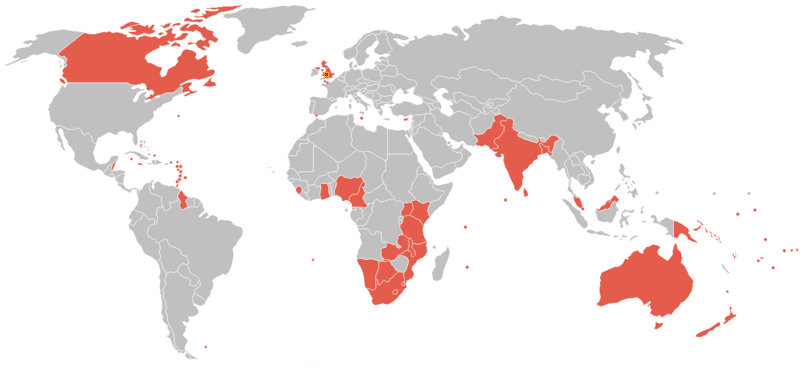
Paesi partecipanti

Ai Giochi del Commonwealth 2014 partecipano 70 paesi, territori e regioni del Commonwealth. 
Il 31 marzo 2016 , il Gambia, dopo aver abbandonato il Commonwealth nel 2013, è stato riammesso ai giochi.
In ordine alfabetico secondo il nome in lingua d'origine (inglese):
- Anguilla
- Antigua e Barbuda
- Australia
- Bahamas
- Bangladesh
- Barbados
- Belize
- Bermuda
- Botswana
- Isole Vergini Britanniche
- Brunei
- Camerun
- Canada
- Isole Cayman
- Isole Cook
- Cipro
- Dominica
- Inghilterra
- Isole Falkland
- Figi
- Ghana
- Gambia
- Gibilterra
- Grenada
- Guernsey
- Guyana
- India
- Isola di Man
- Giamaica
- Jersey
- Kenya
- Kiribati
- Lesotho
- Malawi
- Malaysia
- Malta
- Mauritius
- Montserrat
- Mozambico
- Namibia
- Nauru
- Nuova Zelanda
- Nigeria
- Niue
- Irlanda del Nord
- Irlanda del Nord
- Pakistan
- Papua Nuova Guinea
- Ruanda
- Sant'Elena, Ascensione e Tristan da Cunha
- Saint Kitts e Nevis
- Saint Lucia
- Saint Vincent e Grenadine
- Samoa
- Scozia
- Seychelles
- Sierra Leone
- Singapore
- Isole Salomone
- Sudafrica
- Sri Lanka
- eSwatini
- Tanzania
- Tonga
- Trinidad e Tobago
- Turks e Caicos
- Tuvalu
- Uganda
- Vanuatu
- Galles
- Zambia

## Gli sport
I XXI Giochi del Commonwealth prevedono 26 sport per un totale di 275 eventi
- Atletica leggera (58)
- Badminton (6)
- Beach volley (2)
- Ciclismo
  -  Ciclismo su strada (4)
  -  Ciclismo su pista (20)
  -  Mountain biking (2)
- Ginnastica
  -  Ginnastica artistica (14)
  -  Ginnastica ritmica (6)
- Hockey su prato (2)
- Lawn bowls (10)
- Lotta (12)
- Netball (1)
- Nuoto (50)
- Pallacanestro (2)
- Powerlifting (4)
- Pugilato (16)
- Rugby a 7 (2)
- Squash (5)
- Sollevamento pesi (16)
- Tennistavolo (9)
- Tiro a segno (19)
- Triathlon (5)
- Tuffi (10)

I regolamenti stabilivano che dei 26 sport approvati amministrati dagli organi direttivi del Commonwealth, un minimo di dieci sport principali e un massimo di diciassette sport dovevano essere inclusi in qualsiasi programma dei Giochi del Commonwealth.
Gli sport approvati includevano i 10 sport principali: atletica leggera, badminton, boxe, hockey, bocce, netball (per le donne), rugby a sette, squash, nuoto e sollevamento pesi. Ai Giochi erano previste anche gare integrate per disabili in sei discipline: nuoto, atletica, ciclismo, ping pong, powerlifting e bocce. Insieme a questi eventi per la prima volta si sono svolti eventi EAD di triathlon, con le medaglie aggiunte al conteggio finale per ciascuna nazione. In questi giochi furono disputati un record di 38 eventi paralimpici.

### Nuovi sport
L'8 marzo 2016 il beach volley è stato annunciato come il 18° sport. Il programma era sostanzialmente simile a quello dei Giochi del Commonwealth del 2014, con i cambiamenti principali che riguardavano l'abbandono del judo, la reintroduzione del basket, il debutto del rugby a sette femminile e del beach volley.

## Marketing

### Emblema
L'emblema è stato lanciato il 4 aprile 2013, ovvero cinque anni esatti dalla cerimonia di apertura. È stato presentato al Southport Broadwater Parklands. È stato progettato dalla società di consulenza sul marchio WiteKite con sede nel New South Wales. L'emblema dei Giochi del Commonwealth del 2018 era una sagoma dello skyline e del paesaggio di Gold Coast, la città ospitante dei giochi.

### Sponsor
I partner ufficiali dei giochi sono stati The Star Gold Coast, Griffith University, TAFE Queensland, Longines, Optus, Atos e Woolworths Supermarkets.

### Mascotte
Borobi è stato nominato mascotte dei Giochi del Commonwealth del 2018 nel 2016. Borobi è un koala blu, con segni indigeni sul corpo. Il termine "borobi" significa koala nella lingua Yugambeh, parlata dagli indigeni Yugambeh della Gold Coast e delle aree circostanti.

## Medagliere
| Posiz. | Nazione                   | Oro | Argento | Bronzo | Totale |
| ------ | ------------------------- | --- | ------- | ------ | ------ |
| 1      | Australia                 | 80  | 59      | 59     | 198    |
| 2      | Inghilterra               | 45  | 45      | 46     | 136    |
| 3      | India                     | 26  | 20      | 20     | 66     |
| 4      | Canada                    | 15  | 40      | 27     | 82     |
| 5      | Nuova Zelanda             | 15  | 16      | 15     | 46     |
| 6      | Sudafrica                 | 13  | 11      | 13     | 37     |
| 7      | Galles                    | 10  | 12      | 14     | 36     |
| 8      | Scozia                    | 9   | 13      | 22     | 44     |
| 9      | Nigeria                   | 9   | 9       | 6      | 24     |
| 10     | Cipro                     | 8   | 1       | 5      | 14     |
| 11     | Giamaica                  | 7   | 9       | 11     | 27     |
| 12     | Malaysia                  | 7   | 5       | 12     | 24     |
| 13     | Singapore                 | 5   | 2       | 2      | 9      |
| 14     | Kenya                     | 4   | 7       | 6      | 17     |
| 15     | Uganda                    | 3   | 1       | 2      | 6      |
| 16     | Botswana                  | 3   | 1       | 1      | 5      |
| 17     | Samoa                     | 2   | 3       | 0      | 5      |
| 18     | Trinidad e Tobago         | 2   | 1       | 0      | 3      |
| 19     | Namibia                   | 2   | 0       | 0      | 2      |
| 20     | Irlanda del Nord          | 1   | 7       | 4      | 12     |
| 21     | Bahamas                   | 1   | 3       | 0      | 4      |
| 22     | Papua Nuova Guinea        | 1   | 2       | 0      | 3      |
| 23     | Figi                      | 1   | 1       | 2      | 4      |
| 24     | Pakistan                  | 1   | 0       | 4      | 5      |
| 25     | Grenada                   | 1   | 0       | 1      | 2      |
| 26     | Bermuda                   | 1   | 0       | 0      | 1      |
| 26     | Guyana                    | 1   | 0       | 0      | 1      |
| 26     | Isole Vergini Britanniche | 1   | 0       | 0      | 1      |
| 26     | Saint Lucia               | 1   | 0       | 0      | 1      |
| 30     | Bangladesh                | 0   | 2       | 0      | 2      |
| 31     | Sri Lanka                 | 0   | 1       | 5      | 6      |
| 32     | Camerun                   | 0   | 1       | 2      | 3      |
| 33     | Dominica                  | 0   | 1       | 1      | 2      |
| 34     | Isola di Man              | 0   | 1       | 0      | 1      |
| 34     | Mauritius                 | 0   | 1       | 0      | 1      |
| 34     | Nauru                     | 0   | 1       | 0      | 1      |
| 37     | Malta                     | 0   | 0       | 2      | 2      |
| 37     | Vanuatu                   | 0   | 0       | 2      | 2      |
| 39     | Isole Cook                | 0   | 0       | 1      | 1      |
| 39     | Ghana                     | 0   | 0       | 1      | 1      |
| 39     | Isola Norfolk             | 0   | 0       | 1      | 1      |
| 39     | Seychelles                | 0   | 0       | 1      | 1      |
| 39     | Isole Salomone            | 0   | 0       | 1      | 1      |
| Totale | Totale                    | 275 | 276     | 289    | 840    |

## Diritti di trasmissione
In Australia, le partite sono state trasmesse in diretta su tre canali Seven Network: 7HD, 7TWO e 7Mate. Nel Regno Unito, la BBC ha fornito una copertura dei Giochi del Commonwealth per oltre 200 ore su BBC One, BBC Two, BBC Red Button, sito web BBC Sport, BBC iPlayer e BBC radio. ESPN ha fornito la copertura del gioco agli spettatori negli Stati Uniti.
Sony Pictures Networks India ha trasmesso i giochi per i telespettatori indiani su tre canali: Sony Six, Sony Ten 2 in inglese e Sony Ten 3 in hindi.